# Municipio de Grant Valley
El municipio de Grant Valley (en inglés: Grant Valley Township) es un municipio ubicado en el condado de Beltrami en el estado estadounidense de Minnesota. En el año 2010 tenía una población de 2029 habitantes y una densidad poblacional de 21,81 personas por km².

## Geografía
El municipio de Grant Valley se encuentra ubicado en las coordenadas 47°27′7″N 95°0′51″O / 47.45194, -95.01417. Según la Oficina del Censo de los Estados Unidos, el municipio tiene una superficie total de 93.05 km², de la cual 88.14 km² corresponden a tierra firme y (5.28%) 4.91 km² es agua.

## Demografía
Según el censo de 2010, había 2029 personas residiendo en el municipio de Grant Valley. La densidad de población era de 21,81 hab./km². De los 2029 habitantes, el municipio de Grant Valley estaba compuesto por el 88.47% blancos, el 0.34% eran afroamericanos, el 6.46% eran amerindios, el 0.59% eran asiáticos, el 0.05% eran isleños del Pacífico, el 0.2% eran de otras razas y el 3.89% pertenecían a dos o más razas. Del total de la población el 1.63% eran hispanos o latinos de cualquier raza.